# دلبوث سحلبي
دَلْبُوث سحلبيّ أحد أنواع الدلبوث الذ ينمو في التربة الطينية والحجر الرملي في الأراضي العشبية بجنوب إفريقيا. أوراقه خيطية كثيرة العدد صغيرة القد. أزهارها قصيرة الأنبوب ظهرية البتلات. بتلاتها العليا خضراء اللون جؤوية التطليخ. بتلاتها السفلى صفر الانتشاب خضر الظاهر حمر الباطن يطوقها حتار جؤوي الدخل جوزي الخارج. ازهراره يستمر من نيسان إلى حزيران.